# Auguste Choisy
Auguste Choisy (Vitry-le-François, 7 febbraio 1841 – Parigi, 18 settembre 1909) è stato uno storico dell'architettura francese.
Nel 1904 vinse la Royal Gold Medal del RIBA. Fu professore di architettura alla École Nationale des Ponts et Chaussées dal 1877 al 1901. 

## Opere
- L'art de bâtir chez les romains 1873
- L'art de bâtir chez les byzantins 1883
- Histoire de l'Architecture 1899
- L'Art de bâtir chez les Égyptiens 1904